# Dusona infundibulum
Dusona infundibulum là một loài tò vò trong họ Ichneumonidae.